# Callipepla douglasii
El colín elegante o codorniz crestidorada (Callipepla douglasii) es una especie de ave galliforme de la familia Odontophoridae del bosque espinoso de la vertiente del Pacífico mexicano, desde el centro de Sonora y oeste de Chihuahua hasta Colima.
Se caracteriza porque su esbelta cresta dorada curvada hacia atrás y su cabeza densamente barrada, con el rostro color gris claro con negro. Las alas son rojizas y el resto del cuerpo es gris con manchas blancas.

## Subespecies
Se conocen cinco subespecies de Callipepla douglasii :
- Callipepla douglasii bensoni - noroeste de México (Sonora).
- Callipepla douglasii languens - noroeste de México (oeste de Chihuahua).
- Callipepla douglasii douglasii - oeste de México (del extremo sur de Sonora hasta Sinaloa y noroeste de Durango).
- Callipepla douglasii impedita - oeste de México (Nayarit).
- Callipepla douglasii teres - oeste de México (noroeste de Jalisco).